# Neil Armstrong (hokejski sodnik)
Neil P. Armstrong, kanadski hokejski sodnik, * 29. december 1932, Plympton-Wyoming, Ontario, Kanada, † 6. december 2020, Sarnia, Ontario.

## Kariera
Armstrong je pričel igrati hokej v Galtu, a ni nikoli prišel dalj od mladinske amaterske kategorije. Nekoč so mu ponudili, da bi sodil tekmo v isti ligi. Armstrong je ponudbo sprejel in kasneje opravil še izpit in certifikat za sojenje v ligi OHA. 
Svojo prvo tekmo v ligi NHL je sodil 17. novembra 1957 pri starosti 24 let. Na tisti tekmi, igrali so Boston Bruins in Toronto Maple Leafs, sta se moštvi proti koncu tekme zapletli v pretep. Armstrong je zaustavil pretep, v katerega je bil vpleten Fern Flaman, ki je kasneje drsal z bingljajočo roko in razglašal "Zlomil si mi roko!" Kasneje se je izkazalo, da se je Flaman zgolj šalil.
V svoji karieri je bil Armstrong resno poškodovan le enkrat in ni nikoli zamudil nobene tekme, zaradi česar se ga je prijel vzdevek "Jekleni mož". Edina njegova težja poškodba ga je doletela leta 1971, ko je hokejist moštva Philadelphia Flyers Gary Dornhoefer padel vzdolž ograde in pri tem odbil Armstronga v steklo. Dornhoeferjeva palica je Armstrongovo roko porezala in zlomila kost, zaradi česar je bil primoran tri mesece nositi mavec. 16. oktobra 1973 so na slavnosti v dvorani Detroit Olympia počastili Armstronga, saj je sodil že svojo 1314. tekmo, s čimer je podrl prejšnji rekord Georga Hayesa.
Vsega skupaj je Armstrong do upokojitve leta 1978 sodil na 1.744 tekmah. Po upokojitvi je postal skavt moštva Montreal Canadiens. 
Leta 1991 je bil sprejet v Hokejski hram slavnih lige NHL. 
Njegov sin Doug Armstrong je kasneje postal direktor NHL moštva Dallas Stars.